# 門德姆 (新澤西州)
門德姆（英語：Mendham）是位於美國新澤西州摩里斯縣的自治市鎮。

## 人口
根據2020年美國人口普查的數據，門德姆的面積為15.49平方千米，當中陸地面積為15.36平方千米，而水域面積為0.13平方千米。當地共有人口4981人，而人口密度為每平方千米322人。